# گراس‌پوینت‌وودز (میشیگان)
گراس‌پوینت‌وودز، میشیگان (به انگلیسی: Grosse Pointe Woods, Michigan) یک شهر در ایالات متحده آمریکا با جمعیت ۱۶٬۱۳۵ نفر است که در میشیگان واقع شده‌است.